# Arundel (Quebec)
Arundel es un municipio-cantón de la provincia de Quebec, Canadá y es una de las 1135 municipalidades en las que está dividido administrativamente el territorio de dicha provincia. Cálculos gubernamentales estiman que en fecha del 1° de julio de 2011 en la municipalidad habían 620 habitantes. Arundel se encuentra en el municipio regional de condado de 	Les Laurentides y a su vez, en la región administrativa de Laurentides. Hace parte de las circunscripciones electorales de Argenteuil a nivel provincial y de Laurentides−Labelle a nivel federal.